# Wydział Biotechnologii i Nauk o Żywności Uniwersytetu Przyrodniczego we Wrocławiu
Wydział Biotechnologii i Nauk o Żywności Uniwersytetu Przyrodniczego we Wrocławiu (WBiNoŻ UP we Wrocławiu), dawniej Wydział Nauk o Żywności – WNoŻ) – jeden z 6 wydziałów Uniwersytetu Przyrodniczego we Wrocławiu powstały w 1977 roku jako najmłodszy z wydziałów wrocławskiej Akademii Rolniczej. Kształci studentów na czterech podstawowych kierunkach zaliczanych do nauk rolno-biologicznych, na studiach stacjonarnych oraz niestacjonarnych.
Wydział Biotechnologii i Nauk o Żywności Uniwersytetu Przyrodniczego we Wrocławiu jest jednostką interdyscyplinarną. W jego ramach znajduje się 6 katedr. Aktualnie zatrudnionych jest kilkudziesięciu nauczycieli akademickich, w tym profesorowie zwyczajni, doktorzy habilitowani pracujący na stanowisku profesora nadzwyczajnego, doktorzy habilitowani na stanowisku adiunkta, pracownicy naukowo-dydaktyczni ze stopniem naukowym doktora, asystenci. Liczna jest również grupa adiunktów. Wydział współpracuje również z emerytowanymi profesorami, których autorytet wspiera zarówno proces dydaktyczny, jak i przede wszystkim wymianę międzynarodową.
Według stanu na 2013 rok na wydziale studiuje kilka tysięcy studentów na studiach dziennych i na studiach zaocznych oraz kilkudziesięciu doktorantów, odbywających studia doktoranckie w ramach Wydziałowego Studium Doktoranckiego.

## Historia
Historia Wydziału Nauk o Żywności wywodzi się z osiągnięć i tradycji Katedry Technologii Rolniczej Wydziału Rolno-Lasowego Politechniki Lwowskiej z siedzibą w Dublanach. W 1946 roku na Wydziale Rolniczym Uniwersytetu i Politechniki Wrocławskiej powołana została Katedra Technologii Rolnej i Przetwórstwa Owocowo-Warzywnego, która w 1970 roku weszła w skład Instytutu Technologii Rolno-Spożywczej, a od 1972 roku Oddziału, przekształconego następnie w 1973 roku w Oddział Technologii Żywności, a w 1977 roku w Wydział Technologii Żywności. W 2001 roku wydział ten zmienił nazwę na Wydział Nauk o Żywności. Jest tym samym najmłodszy z wydziałów uczelni. 

## Kierunki kształcenia
Wydział Nauk o Żywności Uniwersytetu Przyrodniczego we Wrocławiu prowadzi następujące kierunki studiów w systemie dwustopniowym. Na studiach pierwszego stopnia abiturienci mogą kształcić się na następujących kierunkach i specjalnościach, uzyskując po 3,5 latach tytuł zawodowy inżyniera:
- biotechnologia
  - biotechnologia żywności
- technologia żywności i żywienie człowieka
- towaroznawstwo
  - towaroznawstwo artykułów spożywczych
- żywienie człowieka

Po ukończeniu studiów pierwszego stopnia absolwenci mogą kontynuować kształcenie na studiach drugiego stopnia, trwających 1,5 roku i kończących się magisterium. Do wyboru są następujące kierunki i specjalności studiów:
- biotechnologia
  - biotechnologia żywności
- technologia żywności i żywienie człowieka
  - technologia żywności
  - żywienie człowieka
  - zarządzanie jakością i towaroznawstwo

Ponadto Wydział oferuje następujące studia podyplomowe:
- wiedza o Unii Europejskiej AGRO-UNIA (studia międzywydziałowe)
- systemy zarządzania jakością i bezpieczeństwem żywności
- żywienie człowieka w profilaktyce zdrowotnej
- nauczyciel przedmiotów zawodowych w zakresie organizacji usług gastronomicznych i hotelarstwa
- technologia winiarstwa

Studia doktoranckie (trzeciego stopnia) w następującej dziedzinie:
- biotechnologia
- technologia żywności i żywienia

Wydział ma uprawnienia do nadawania następujących stopni naukowych:
- doktora nauk rolniczych w zakresie technologii żywności i żywienia
- doktora nauk biologicznych w zakresie biotechnologii
- doktora habilitowanego nauk rolniczych w zakresie technologii żywności i żywienia
- doktora habilitowanego nauk biologicznych w zakresie biotechnologii

## Poczet dziekanów
1. prof. dr hab. Gustaw Sobkowicz (1977–1981)
2. prof. dr hab. Wacław Leszczyński (1981–1987)
3. prof. dr hab. Irena Górska (1987–1993)
4. prof. dr hab. Wacław Leszczyński (1987–1993)
5. prof. dr hab. Józefa Chrzanowska (1999–2005)
6. prof. dr hab. Antoni Golachowski (2005–2012)
7. prof. dr hab. Józefa Chrzanowska (2012–2016)
8. dr hab. inż. Anna Czubaszek (2016–2020)
9. dr hab. inż. Barbara Żarowska (od 2020)

## Władze Wydziału
W kadencji 2024–2028:
| Stanowisko                 | Imię i nazwisko               |
| -------------------------- | ----------------------------- |
| Dziekan                    | dr hab. inż. Barbara Żarowska |
| Prodziekan ds. studenckich | dr inż. Maciej Bienkiewicz    |
| Prodziekan ds. studenckich | dr inż. Joanna Chmielewska    |

## Struktura organizacyjna
| Katedra                                                       | Kierownik                                |
| ------------------------------------------------------------- | ---------------------------------------- |
| Katedra Biotechnologii i Mikrobiologii Żywności               | prof. dr hab. Waldemar Rymowicz          |
| Katedra Chemii Żywności i Biokatalizy                         | prof. dr hab. inż. Anna Gliszczyńska     |
| Katedra Fizyki i Biofizyki                                    | dr hab. Hanna Pruchnik                   |
| Katedra Rozwoju Funkcjonalnych Produktów Żywnościowych        | dr hab. inż. Małgorzata Korzeniowska     |
| Katedra Technologii Fermentacji i Zbóż                        | prof. dr hab. inż. Joanna Kawa-Rygielska |
| Katedra Technologii Owoców, Warzyw i Nutraceutyków Roślinnych | dr hab. inż. Joanna Kolniak-Ostek        |
| Katedra Technologii Żywności i Przechowalnictwa               | dr hab. inż. Elżbieta Rytel              |
| Katedra Żywienia Człowieka                                    | dr inż. Marzena Styczyńska               |

## Doktorzy Honoris Causa promowani przez wydział
- 1995: prof. dr hab. Wincenty Pezacki – Akademia Rolnicza w Poznaniu
- 1995: prof. dr hab. Adam Sroczyński – Politechnika Łódzka
- 1998: prof. dr hab. Mieczysław Pałasiński - Akademia Rolnicza w Krakowie
- 2002: prof. dr hab. Helena Oberman - Politechnika Łódzka
- 2005: prof. dr hab. Antoni Polanowski - Uniwersytet Wrocławski
- 2007: prof. dr hab. Wacław Leszczyński - Uniwersytet Przyrodniczy we Wrocławiu
- 2007: prof. dr hab. Henryk Górecki – Politechnika Wrocławska
- 2009: prof. dr hab. Włodzimierz Bednarski – Uniwersytet Warmińsko-Mazurski
- 2012: prof. dr hab. Jan Gawęcki - Uniwersytet Przyrodniczy w Poznaniu